# Оксид платины(II)
Оксид платины(II) — неорганическое соединение,
окисел металла платины с формулой PtO,
тёмно-серые кристаллы,
не растворяется в воде.

## Получение
- Окисление губчатой платины в токе кислорода:

{\displaystyle {\mathsf {2Pt+O_{2}\ {\xrightarrow {450^{o}C}}\ 2PtO}}}

## Физические свойства
Оксид платины(II) образует тёмно-серые кристаллы
тетрагональной сингонии,
пространственная группа P 4/mmc,
параметры ячейки a = 0,304 нм, c = 0,534 нм.
Не растворяется в воде.

## Химические свойства
- Разлагается при нагревании:

{\displaystyle {\mathsf {2PtO\ {\xrightarrow {510-560^{o}C}}\ 2Pt+O_{2}}}}
- Восстанавливается водородом:

{\displaystyle {\mathsf {PtO+H_{2}\ {\xrightarrow {T}}\ Pt+H_{2}O}}}